# 相川一俊

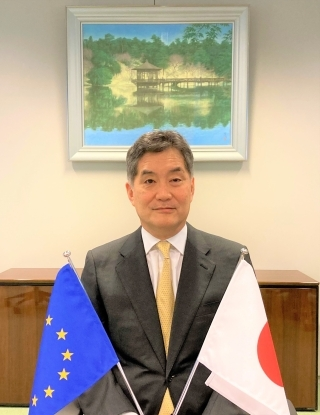
外務省より公表された公式肖像画像

相川 一俊（あいかわ かずとし、1960年3月5日 - ）は、日本の外交官。外務省軍縮不拡散・科学部長、駐イラン特命全権大使等を経て、欧州連合日本政府代表部特命全権大使。

## 人物・経歴
福岡県生まれ。1982年外務公務員採用上級試験合格。1983年東京大学法学部第三類卒業、外務省入省。1987年コロンビア大学ロースクール法学修士。1998年国際連合日本政府代表部一等書記官。2000年国際連合日本政府代表部参事官。2001年在マレイシア日本国大使館参事官。2003年外務省総合外交政策局国連政策課長。2006年外務省アジア大洋州局地域政策課長兼内閣官房内閣参事官（内閣官房副長官補付）。2008年在イラン日本国大使館公使。2010年国際連合日本政府代表部公使。2013年外務省大臣官房参事官兼中南米局、経済局。2014年内閣官房内閣審議官（内閣官房副長官補付）、領土・主権対策企画調整室長、内閣広報室。2015年外務省総合外交政策局軍縮不拡散・科学部長・大使。2017年から在アメリカ合衆国日本国大使館特命全権公使（次席）を務め、ドナルド・トランプ政権による輸入車に対する追加関税措置に関し、公聴会で意見を述べるなどした。2020年駐イラン特命全権大使。2023年欧州連合日本政府代表部特命全権大使。

## 同期
- 相星孝一（21年韓国大使・18年イスラエル大使・14年ASEAN大使）
- 尾池厚之（23年ジュネーブ代表部大使・20年ユネスコ大使）
- 小笠原一郎（19年軍縮会議大使・16年マダガスカル大使）
- 奥山爾朗（22年ヨルダン大使）
- 片山和之（23年日本台湾交流協会台北事務所長・20年ペルー大使）
- 金杉憲治（23年中国大使）
- 杵渕正巳（22年ボスニアヘルツェゴビナ大使・20年東ティモール大使）
- 木村元（20年モザンビーク大使）
- 新美潤（22年OECD大使）
- 丸山則夫（22年アイルランド大使）
- 水内龍太（22年オーストリア大使・20年ザンビア大使）
- 水鳥真美（18年国連事務総長特別代表）
- 道上尚史（23年ブルガリア大使・21年ミクロネシア連邦大使）
- 南博（22年オランダ大使）
- 宮原信孝（18年笹川平和財団研究員）
- 村林弘文（21年在ヒューストン日本国総領事）
- 森健良（21年外務事務次官）
- 山﨑和之（23年国連大使）
- 山田滝雄（20年ベトナム大使・17年ユネスコ大使・10年ASEAN大使）
- 山本広行（23年ベラルーシ大使・20年トルクメニスタン大使）
- 和田充広（21年パキスタン大使）